# Ben Clark
Ben Clark (Ibiza, Baleares, 21 de junio de 1984) es un poeta español.

## Biografía
Ben Clark nació en la isla de Ibiza, en las islas Baleares (España), de padres de origen británico. Es graduado en estudios ingleses por la Universidad de Salamanca. Ha recibido diversos premios literarios entre los que destacan el Premio Hiperión 2006 ex aequo con David Leo García, el VII Premio Nacional de Poesía Joven Félix Grande, el IV Premio de Poesía Joven RNE por un libro escrito con el poeta salmantino Andrés Catalán, el Premio Ojo Crítico de Poesía de RNE 2014 y el XXX Premio internacional de Poesía Fundación Loewe 2017 por su libro La policía celeste. En 2024 su libro Demonios recibió el Premio de la Crítica en lengua castellana en la modalidad de poesía.  Ha sido becario de creación literaria en la Fundación Antonio Gala (2004-2005); en The Hawthornden Castle International Retreat for Writers, (Escocia); en The Château de Lavigny International Writers’ Residence (Suiza) y en la Fundación Valparaíso. Entre 2002 y 2012 mantuvo una columna semanal en catalán en el Diario de Ibiza y ha colaborado con entrevistas y artículos para otros medios como El Mundo, La Vanguardia o El País. Ha traducido a los poetas Anne Sexton, Stephen Dunn y Edward Thomas, y al narrador estadounidense George Saunders. Su obra aparece en diversos recuentos y antologías de la poesía reciente.
Es patrono de la Fundación Antonio Gala, además de tutor de poesía de esta institución. Es director del sello editorial Isla Elefante, especializado en poesía contemporánea. Imparte cursos y organiza eventos de escritura creativa en diferentes lugares y plataformas digitales. Así, forma parte del Máster de Escritura creativa de la Universidad de Salamanca y en 2022 estrena un curso en Domestika (empresa especializada en formación en línea) llamado "Escritura creativa: literatura digital y viral".
Reside en Mérida, Extremadura.

## El caso de su poema viral
Uno de los poemas más conocidos de Ben Clark es "El fin último de la (mala) literatura", publicado originalmente en La mezcla confusa (2011) y que se viralizó a finales de 2011, alcanzando una gran difusión en redes sociales. El impacto del poema ha dado lugar a múltiples variaciones y confusiones sobre su autoría real, propio del proceso de apropiación del arte realizado en la red. El propio autor ha valorado el fenómeno como parte de una estrategia para reclamar su autoría sobre el texto, al que se ha referido como "el poema viral". Este poema se republica en 2019 como parte de la antología Armisticio (2008-2018), donde se abandona su título original y se rebautiza, precisamente, como "El poema viral". El poema aparece dedicado a Daniel Escandell Montiel, quien había investigado la difusión de dicho poema en redes sociales con resultados publicados en artículos de investigación sobre el poeta. Dicho poema ha dado lugar a más de 250.000 variaciones según el estudio de siete años de difusión en redes y el estudio ha sido recogido por periódicos como Nou Diari o El País recogiendo la opinión y punto de vista del autor.

## Acción poética e impacto mediático ante elCOVID-19
Durante la situación de aislamiento social impuesto en España en marzo de 2020 a consecuencia de la pandemia del COVID-19, Ben Clark lanza en la red social Twitter la iniciativa #Coronaversos, que generó rápidamente un impacto en la red social con más de 250.000 visionados en sus primeros días y dando pie a toda una iniciativa internacional para difundir poesía en español ante el aislamiento.
La acción de Clark, recogida por medios como Radio Nacional a través de El Ojo Crítico en su emisión del 16 de marzo o El Confidencial, se enmarca en una serie de iniciativas que buscaron mantener activo el sector cultural, gravemente afectado por las consecuencias económicas del COVID-19, reconocidas por el propio Ministerio de Cultura y Deporte.
La iniciativa #Coronaversos no fue la única durante esas fechas. En formato impreso, a través del semanario El Cultural, se publicó una selección de poemas inéditos en el número correspondiente a la semana del 20 al 26 de marzo de 2020 en torno a la idea de la cuarentena y la experiencia vital de esta. Los autores invitados, por orden alfabético y de aparición en la portada, fueron: Rosa Berbel, Luisa Castro, el propio Ben Clark, Antonio Colinas, Ariadna G. García, Luis García Montero, J.A. González Iglesias, Karmelo C. Iribarren, Raquel Lanseros, Chantal Maillard, Elvira Sastre y Manuel Vilas, compilados bajo el lema "Poemas para una cuarentena", reformulando así el #coronaversos de Clark en redes sociales.

## Labor editorial
En noviembre del año 2022 Ben Clark funda el sello editorial Isla Elefante, con sede en Mérida, que pertenece a la editorial Sloper (Palma de Mallorca). El nombre de la editorial es una referencia directa a la isla que formó parte de la historia de Ernest Shackleton, a quien el autor dedicó un poemario titulado Los últimos perros de Shackleton. 
El sello se centra especialmente en impulsar la publicación de poetas jóvenes o noveles prestando especial atención a los poetas inéditos o con poca obra publicada. En este sentido, uno de los propósitos de la editorial es servir de plataforma para difundir poéticas actuales e innovadoras. De hecho, el autor ha expresado en diversas ocasiones su preocupación por el impulso de estas voces.
Entre otros autores, han publicado en Isla Elefante autores como: Maribel Andrés Llamero, Martha Asunción Alonso, Nadia del Pozo, Víctor Bayona Marchal, Florencia del Campo, Jorge Barco, Gudrun Palomino, Clara Monzó o Gloria Gil, entre otros.

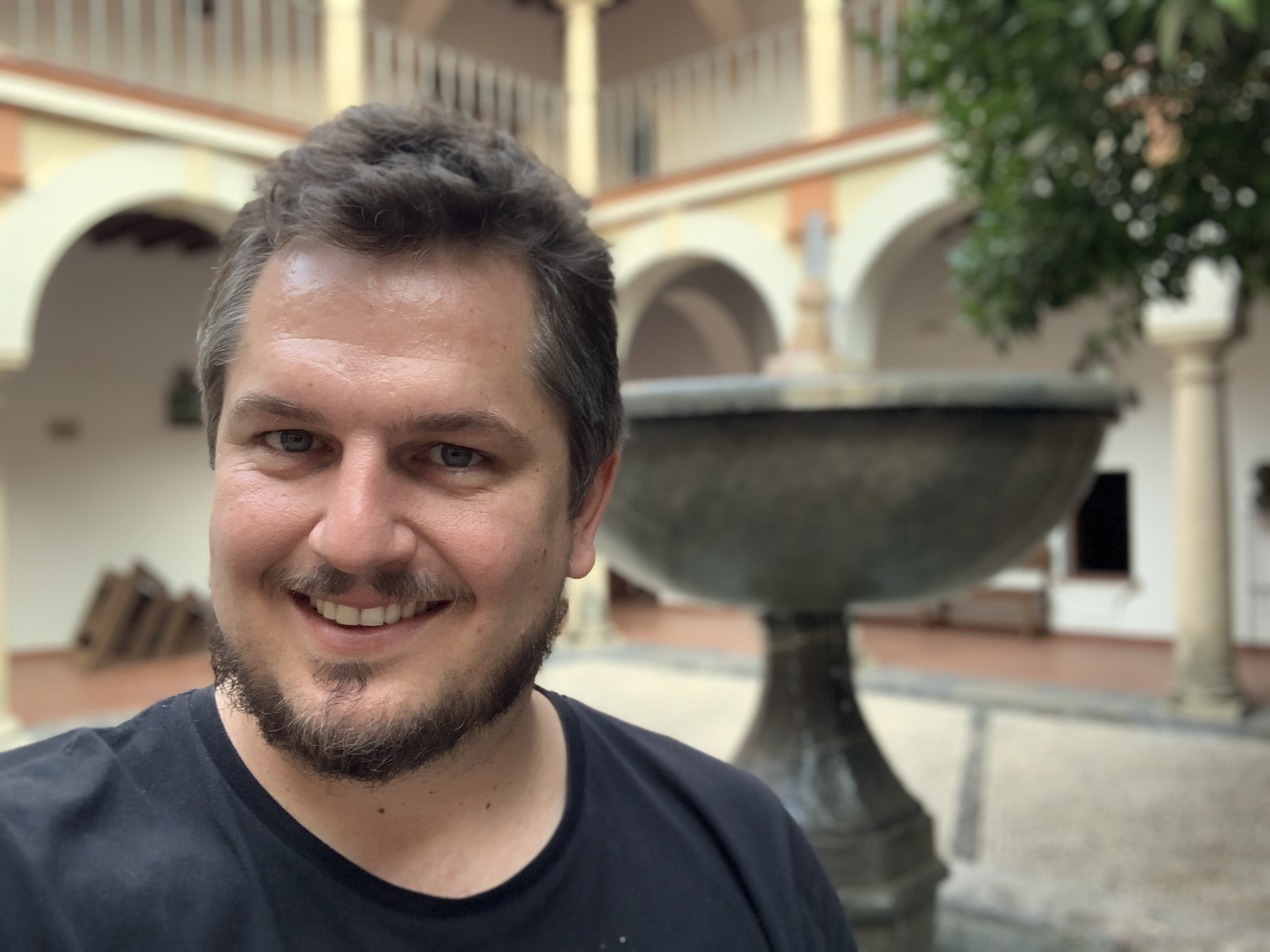
Ben Clark en la Fundación Antonio Gala (2020)

## Premios y distinciones del autor
- Premio de la Crítica de poesía castellana 2023.
- XXX Premio Loewe 2017.
- Premio Ojo Crítico de Poesía RNE 2014.
- IV Premio de Poesía Joven RNE (por un libro escrito junto a Andrés Catalán).
- VII Premio Nacional de Poesía Joven "Félix Grande".
- XXI Premio Hiperión 2006 (ex aequo con David Leo García).
- Premio Arte Joven de las Islas Baleares 2005

## Publicaciones

### Obra Poética
- Demonios (Palma de Mallorca, Sloper, 2023). 94 páginas, ISBN 978-84-17200-78-7.
- ¿Y por qué no lo hacemos en el suelo? (Madrid, Espasa, 2020). 96 páginas, ISBN 978-84-670-5884-0.
- Armisticio (2008-2018) (Palma de Mallorca, Sloper, 2019). 100 páginas, ISBN 978-84-17200-19-0.
- La policía celeste (Premio Loewe 2017; Madrid, Visor Libros, 2018). 68 páginas, ISBN 978-84-9895-323-7.
- La Fiera (Premio Ciutat de Palma Joan Alcover 2013 y Premio Ojo Crítico de RNE de Poesía 2014; Palma de Mallorca, Sloper, 2014). 70 páginas, ISBN 978-84-942494-0-2.
- Los últimos perros de Shackleton (Ciudad de México, Proyecto Literal, 2013). 70 páginas, ISBN 978-607-9088-35-4. Edición revisada en Editorial Sloper, Palma de Mallorca, 2016. 100 páginas, ISBN 	978-84-944656-2-8.
- Mantener la cadena de frío (escrito en coautoría con Andrés Catalán). IV Premio de Poesía Joven RNE, Valencia, Editorial Pre-Textos, 2012). 86 páginas, ISBN 978-84-15297-81-9.
- Basura (Salamanca, Editorial Delirio, 2011). 112 páginas, ISBN 978-84-938607-1-4.
- La mezcla confusa (VII Premio Nacional de Poesía Joven Félix Grande; San Sebastián de los Reyes, Universidad Popular José Hierro, 2011). 80 páginas, ISBN 978-84-95710-62-8.
- Memoria (Barcelona, Editorial Huacanamo, 2009). 72 páginas, ISBN 978-84-9360-933-7.
- Cabotaje (Premio Arte Joven de las Islas Baleares 2005; Salamanca, Editorial Delirio, 2008). 72 páginas, ISBN 978-84-936877-1-7.
- Los hijos de los hijos de la ira (XXI Premio Hiperión; Madrid, Ediciones Hiperión, 2006). 64 páginas, ISBN 84-7517-875-8. Reeditado en 2017 por Editorial Delirio.
- Secrets d'una sargantana i altres poemes (Santa Gertrudis de Fruitera, Associació Pares d'Alumnes del C.P. Santa Gertrudis, 2001). 52 páginas, ISBN 978-84-60731-95-5.

### Ediciones
- Bajo las raíces. 40 años de Sepulcro en Tarquinia (Sevilla, Ediciones de la Isla de Siltolá, 2015). 164 páginas, ISBN 978-84-16210-87-9.
- Islas errantes. 20 años de poesía en la Fundación Antonio Gala (Úbeda, Fundación Huerta de san Antonio, 2022). 130 páginas, ISBN 978-84-09-38903-2.

### Inclusiones en antologías poéticas (selección)
- La noche es un pájaron azul. Antología de la última poesía española (ed. José Antonio Llera; Cantabria, Libros del aire, 2023). ISBN 978-84-127661-1-0
- Mareas del mar. XXX años del Premio Loewe (ed. Luis Antonio de Villena; Madrid, Visor, 2018). ISBN 978-84-9895-329-9
- Nacer en otro tiempo. Antología de la joven poesía española, (Edición de Miguel Floriano y Antonio Rivero Machina; Sevilla, Renacimiento Editorial, 2016). ISBN 978-84-16685-37-0
- Re-generación, antología de poesía española (2000-2015) (selección de José Luis Morante; Granada, Valparaíso Ediciones, 2016). ISBN 978-84-16560-25-7
- Barcos sobre el agua natal. Poesía hispanoamericana desde el siglo XXI (eds. Jocelyn Pantoja y Rafael Saravia; Coedición Ediciones Leteo -España- y Ediciones Literal -México, 2012). ISBN 978-84-616-1070-9
- Nocturnos, Antología de los poetas y sus noches (ed. Antonio Huerta; Jerez de la Frontera, Editorial Origami, 2011). ISBN 978-84-938996-4-6.
- Ida y vuelta, Antología poética sobre el viaje (ed. Begoña Callejón; Granada, Fin de viaje, 2011). ISBN 84-938680-0-0.
- VOX 2.0 (ed. Fabio de la Flor; Salamanca, Editorial Delirio, 2009). 76 páginas, ISBN 978-84-936877-5-5.
- Antología del Beso, poesía última española (ed. Julio César Jiménez; Mitad doble editorial, 2009). ISBN 978-84-613-0665-7.
- Poemas para combatir el coronavirus (eds. Juan Luis Calbarro y Miriam Maeso; Alcobendas (Madrid); IES Ágora y Los Papeles de Brighton, 2021). ISBN 978-84-123329-3-3.

### Traducciones
- A veces, de Gil Scott-Heron (Madrid, Arrebato Libros, 2023). 260 páginas, ISBN 978-84-1975-329-8.
- Guía para la actuación del futuro, de Bernard Hiller (Barcelona, Alba Editorial, 2023). 216 páginas, ISBN 978-84-9065-990-8.
- La verdadera lengua de los pájaros, de Marino Montero González y José Mª Benítez Cidoncha (Mérida, de la luna libros, 2022). 120 páginas, ISBN 978-84-92847-76-1.
- , le dijo la escopeta a la cabeza, de Saul Williams (Madrid, Arrebato Libros, 2021). 212 páginas, ISBN 978-84-12-39880-9.
- Kitch, de Anthony Joseph (Barcelona, EntreAmbos Editorial, 2020). 384 páginas, ISBN 978-84-16379-17-0.
- Memorias inacabadas de Sheikh Mujibur Rahman (traducción de María Helena Barrera-Agarwal y Ben Clark), Madrid, Agencia Española de Cooperación Internacional para el Desarrollo, 2017.433 páginas, ISBN 978-984-34-3376-3.
- Anne Sexton, Un autorretrato en cartas (traducción de Andrés Catalán, Ben Clark, Ainhoa Rebolledo y David González Iglesias), Orense, Ediciones Linteo, 2015. ISBN 978-84-942551-3-7.
- En mi piel, de Lisa Renee Jones (Barcelona, Urano, 2014). 320 páginas, ISBN 978-84-92916-75-7.
- Pastoralia, de George Saunders (Barcelona, Alfabia Ediciones, 2014). 242 páginas, ISBN 978-84-942552-1-2.
- Diez de diciembre, de George Saunders (Barcelona, Alfabia Ediciones, 2013). 271 páginas, ISBN 978-84-940928-6-2.
- En otro momento, de Stephen Dunn Traducción de Andrés Catalán y Ben Clark. (Salamanca, Editorial Delirio, 2013). 128 páginas, ISBN 978-84-15739-01-2.
- Poesía Completa, de Edward Thomas (Orense, Ediciones Linteo, 2012). 424 páginas, ISBN 978-84-96067-81-3.
- Tengo una cita con la Muerte. Poetas muertos en la Gran Guerra, de VV. AA. Traducción y ed. de Borja Aguiló Obrador y Ben Clark. (Orense, Ediciones Linteo, 2011). 172 páginas, ISBN 978-84-96067-56-1.
- La parte que falta, de Shel Silverstein (Barcelona, Intermón Oxfam, 2010). 108 páginas, ISBN 978-84-8452-682-7.
- Poemas de amor, de Anne Sexton (Orense, Ediciones Linteo, 2009). 168 páginas, ISBN 978-84-96067-41-7.

### Ensayo
- Mecánica poética. Cómo leer y escribir poemas, Alba Editorial, 2025). 215 páginas, ISBN 978-84-1178-141-1.